# Nicolò Bianchi (calciatore)
Nicolò Bianchi (Como, 24 febbraio 1992) è un calciatore italiano, centrocampista svincolato.

## Biografia
Ha una relazione con Carola, da cui il 12 ottobre 2024 ha avuto un figlio.

## Carriera
Cresciuto nei settori giovanili di Como, Legnano e Novara, il 1º agosto 2011 viene ceduto in prestito al Foggia, con cui inizia la propria carriera professionistica. Poco utilizzato dal club pugliese, il 31 gennaio 2012 si trasferisce al Giulianova; il 13 luglio seguente passa, sempre in prestito, all'Alessandria. Il 23 luglio 2013 viene ceduto al Monza, mentre nella stagione successiva fa ritorno al Novara, con cui ottiene la promozione in Serie B.
Il 15 luglio 2015 passa in prestito alla Cremonese per poi essere ceduto il 10 agosto 2016 a titolo definitivo al Bassano Virtus, con cui rinnova il proprio contratto dopo una prima stagione positiva. Dopo la fusione del club giallorosso con il L.R. Vicenza, viene confermato nella rosa della squadra biancorossa; rimasto svincolato, il 12 luglio 2019 firma un contratto di due anni con la Reggina, con cui conquista la sua seconda promozione in carriera nella serie cadetta. Il 14 giugno 2021 rinnova fino al 2023 con il club calabrese.
Il 12 luglio 2022 viene ceduto a titolo definitivo al Cesena.
Il 28 agosto 2023 viene ufficializzato il suo passaggio al Padova. Esordisce alla prima di campionato, da subentrato, contro il Mantova il 4 settembre. Il 28 gennaio successivo, sigla la sua prima rete in biancoscudato nella vittoria esterna per 3-0 contro il Novara, segnando l'ultimo gol. Segna la sua seconda rete con i patavini il 26 agosto 2024, nella prima giornata di campionato vinta per 3-0 contro il Trento. Veste per la prima volta la fascia da capitano dei biancoscudati nella gara del 24 settembre vinta per 4-1 contro la Virtus Verona, partita nella quale mette a segno la sua seconda rete stagionale. Nel corso della stagione viene spesso usato a partita in corso e scende nuovamente in campo da capitano nella gara del sorpasso per la prima posizione del Padova contro la Triestina, vinta per 1-0. Il 25 aprile 2025 grazie al pareggio in casa del Lumezzane si laurea campione del Girone A di Serie C, conquistando il suo primo trofeo in carriera con i biancoscudati.

## Statistiche

### Presenze e reti nei club
Statistiche aggiornate al 17 maggio 2025.
| Stagione              | Squadra               | Campionato            | Campionato | Campionato | Coppe nazionali | Coppe nazionali | Coppe nazionali | Coppe continentali | Coppe continentali | Coppe continentali | Altre coppe | Altre coppe | Altre coppe | Totale | Totale |
| Stagione              | Squadra               | Comp                  | Pres       | Reti       | Comp            | Pres            | Reti            | Comp               | Pres               | Reti               | Comp        | Pres        | Reti        | Pres   | Reti   |
| --------------------- | --------------------- | --------------------- | ---------- | ---------- | --------------- | --------------- | --------------- | ------------------ | ------------------ | ------------------ | ----------- | ----------- | ----------- | ------ | ------ |
| 2011-gen. 2012        | Foggia                | 1D                    | 4          | 0          | CI+CI-LP        | 1+2             | 0+1             | -                  | -                  | -                  | -           | -           | -           | 7      | 1      |
| gen.-giu. 2012        | Giulianova            | 2D                    | 12         | 0          | CI-LP           | 0               | 0               | -                  | -                  | -                  | -           | -           | -           | 12     | 0      |
| 2012-2013             | Alessandria           | 2D                    | 18         | 0          | CI-LP           | 2               | 0               | -                  | -                  | -                  | -           | -           | -           | 20     | 0      |
| 2013-2014             | Monza                 | 2D                    | 19         | 0          | CI+CI-LP        | 2+6             | 0               | -                  | -                  | -                  | -           | -           | -           | 27     | 0      |
| 2014-2015             | Novara                | LP                    | 30         | 1          | CI+CI-LP        | 1+0             | 0               | -                  | -                  | -                  | SC-LP       | 1           | 0           | 32     | 1      |
| 2015-2016             | Cremonese             | LP                    | 30         | 1          | CI+CI-LP        | 1+1             | 0               | -                  | -                  | -                  | -           | -           | -           | 32     | 1      |
| 2016-2017             | Bassano Virtus        | LP                    | 21+1       | 4          | CI+CI-LP        | 0+1             | 0+1             | -                  | -                  | -                  | -           | -           | -           | 23     | 5      |
| 2017-2018             | Bassano Virtus        | C                     | 28+2       | 1          | CI+CI-C         | 1+1             | 0               | -                  | -                  | -                  | -           | -           | -           | 32     | 1      |
| Totale Bassano Virtus | Totale Bassano Virtus | Totale Bassano Virtus | 52         | 5          |                 | 3               | 0               |                    | -                  | -                  |             | -           | -           | 55     | 5      |
| 2018-2019             | Vicenza               | C                     | 34+1       | 4          | CI+CI-C         | 2+5             | 0               | -                  | -                  | -                  | -           | -           | -           | 42     | 4      |
| Totale Vicenza        | Totale Vicenza        | Totale Vicenza        | 35         | 4          |                 | 7               | 0               |                    | -                  | -                  |             | -           | -           | 42     | 4      |
| 2019-2020             | Reggina               | C                     | 28         | 1          | CI+CI-C         | 2+0             | 0               | -                  | -                  | -                  | -           | -           | -           | 30     | 1      |
| 2020-2021             | Reggina               | B                     | 37         | 2          | CI              | 2               | 0               | -                  | -                  | -                  | -           | -           | -           | 39     | 2      |
| 2021-2022             | Reggina               | B                     | 32         | 1          | CI              | 1               | 0               | -                  | -                  | -                  | -           | -           | -           | 33     | 1      |
| Totale Reggina        | Totale Reggina        | Totale Reggina        | 97         | 4          |                 | 5               | 0               |                    | -                  | -                  |             | -           | -           | 102    | 4      |
| ago. 2022-2023        | Cesena                | C                     | 31+1       | 0          | CI-C            | 0               | 0               | -                  | -                  | -                  | -           | -           | -           | 32     | 0      |
| ago. 2023             | Cesena                | C                     | 0          | 0          | CI+CI-C         | 2+0             | 0               | -                  | -                  | -                  | -           | -           | -           | 2      | 0      |
| Totale Cesena         | Totale Cesena         | Totale Cesena         | 31+1       | 0          |                 | 2               | 0               |                    | -                  | -                  |             | -           | -           | 34     | 0      |
| ago. 2023-2024        | Padova                | C                     | 20         | 1          | CI-C            | 6               | 0               | -                  | -                  | -                  | -           | -           | -           | 26     | 1      |
| 2024-2025             | Padova                | C                     | 19         | 2          | CI+CI-C         | 1+2             | 0               | -                  | -                  | -                  | SC-C        | 2           | 0           | 24     | 2      |
| Totale Padova         | Totale Padova         | Totale Padova         | 39         | 3          |                 | 9               | 0               |                    | -                  | -                  |             | 2           | 0           | 50     | 3      |
| Totale carriera       | Totale carriera       | Totale carriera       | 366        | 18         |                 | 41              | 2               |                    | -                  | -                  |             | 3           | 0           | 410    | 20     |

## Palmarès

### Competizioni nazionali
- Serie C: 3

Novara: 2014-2015 (girone A)
Reggina: 2019-2020 (girone C)
Padova: 2024-2025 (girone A)
- Supercoppa di Serie C: 1

Novara: 2015